# Vajasmacska-paradoxon

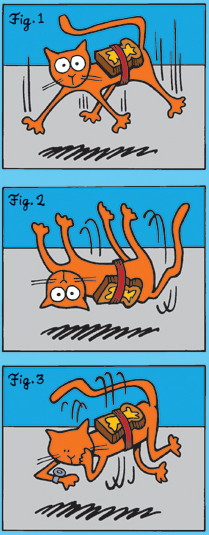
A kísérlet rajzos illusztrálása

A vajasmacska-paradoxon egy gyakori vicc, amely a következő állításokból indul ki:
- A macska mindig a talpára esik.
- A vajas kenyér mindig a vajas felére esik.

A paradoxon akkor merül fel, ha valaki elgondolja, mi történhet, ha valaki egy vajas kenyeret a vajas felével felfelé egy macska hátára rögzít, majd magasból ledobja a macskát. A paradoxont John Frazee kingstoni művész küldte be az OMNI magazin paradoxonokról szóló versenyére 1993-ban, és megnyerte vele a versenyt.

## Gondolatkísérletek
Egyes emberek szerint a kísérlet antigravitációs hatást váltana ki. A macska, miközben esik lefelé, lelassít, majd forogni kezd, végül a földtől nem messze lebegve gyors sebességgel forogni kezd, mert a macska talpa és a kenyér vajas fele is igyekszik lent landolni. 2003 júniusában Kimberly Miner díjat nyert Örökmozgó című filmjével, melyet egy gimnazista barátja írása alapján készített. Az írás a macska és vajas kenyér paradoxonát elemezte.

## Humoristák
A paradoxon a tudománnyal foglalkozó humoristák képzeletét is megragadta. Az elmélet tesztelése a Jack B. Quick képregépnysorozat egy részének az alapötletét adja. Ebben a címszereplő kísérletet végez, melynek eredménye, hogy a macska a föld felett lebeg, a farka a propeller. A Bunny netes képregény is foglalkozik vele, örökmozgót próbál építeni az ötlet segítségével. A Science Askewban Donald E. Simanek kommentet fűz a jelenséghez.
A brit QI játékban olyan ötleteket is felvetettek, hogy vajon működik-e vaj helyett margarinnal is, illetve akkor is, ha a kenyéren nem vaj van, de a macska annak hiszi és így placebóhatást vált ki belőle.
A RadioLab tudományos podcast egy epizódjában is szerepel. Ez lett az alapja egy humoros magyarázó animációnak, melyet a Barq animációkészítő cég rakott össze.
A Flying Horse brazil energiaital reklámjában is szerepel az ötlet, állandó energiát hoz létre.

## A valóságban
A valóságban a macskák képesek a levegőben a talpukkal lefelé fordulni, ha fejjel lefelé esnének. A reflex segíti őket, hogy ha megfelelő magasságból (30 cm fölött) esnek le, a talpukra essenek. A kenyérnek természetesen nincs meg ugyanez a képessége. Tipikusan azért esik a vajas felére, mert egy átlagos asztal magasságából és a kenyér átlagos forgási sebességéből következtetve egy vajas felével felfelé esésnek indult kenyér az esetek 81%-ában a vajas felével lefelé landol a földön.